# Bristol, Tennessee
Bristol är en stad i Sullivan County i den amerikanska delstaten Tennessee. Folkmängden var vid en folkräkningen år 2000 drygt 25 000 invånare.
Staden är mest känd för sin racingbana Bristol Motor Speedway som byggdes år 1960 och öppnades 1961. Där det årligen arrangeras två Nascar Cup Series tävlingar i Nascar.

## Kända personer från Bristol
- Chris Crocker, internetkändis
- Tennessee Ernie Ford, musiker